# ريناتو كورسي
ريناتو كورسي (بالإنجليزية: Renato Corsi؛ بالإسبانية: Renato Corsi) هو لاعب كرة قدم أمريكي وأرجنتيني، ولد في 24 يناير 1963 في مانهاتن في الولايات المتحدة. لعب مع أتلتيكو أتلانتا وأرجنتينوس جونيورز وانيستتوتو وديبورتيفو آرمينيو.